# Florence (CDP), Wisconsin
Acest articol se referă la sediul comitatului Florence, statul  Wisconsin,  Statele Unite ale Americii.
Pentru alte sensuri ale numelui Florence, vedeți Florence (dezambiguizare).
Florence este o localitate ne-încorporată cu statutul de loc desemnat pentru recensământ (în original, în limba engleză, census-designated place, sau CDP) și sediul comitatului Florence,  statul Wisconsin,  Statele Unite ale Americii.

## Educație
Florence High School este singurul liceu local.

## Oameni notabili
- Charles White Whittlesey, decorat cu Medal of Honor pentru participarea sa la World War I, s-a născut în Florence.

## Imagini

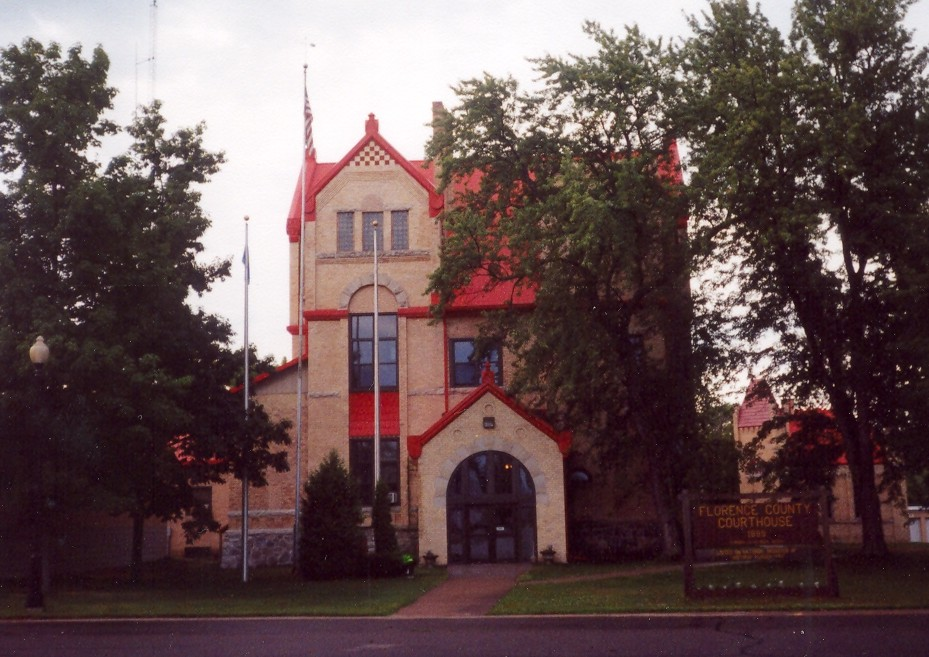
Curtea de Justiție a comitatului Florence (Florence County Courthouse)
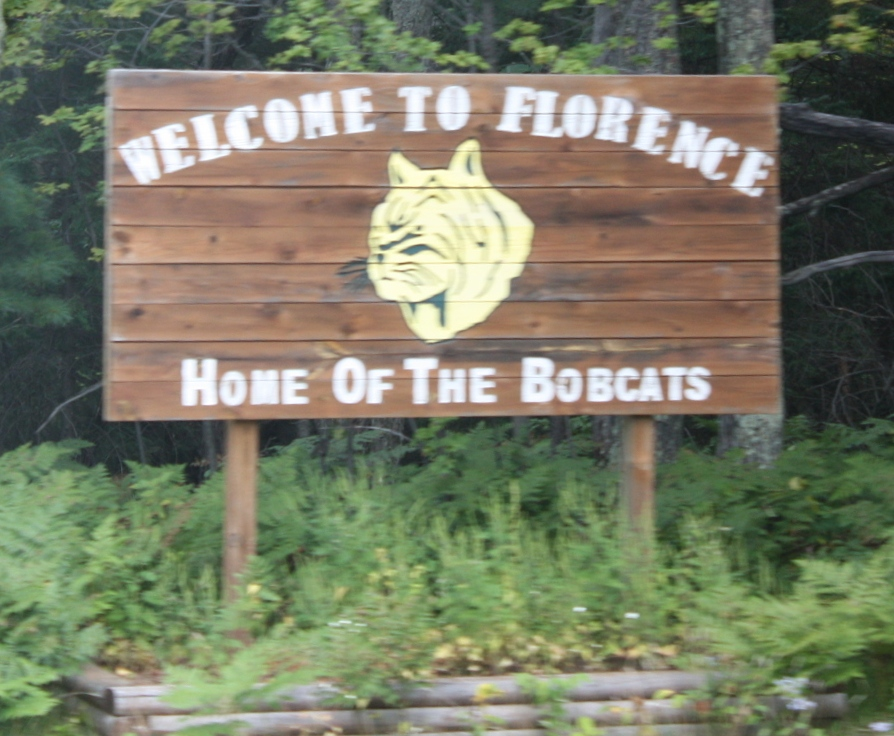
Semn de "Bine ați venit!" (Welcome sign)
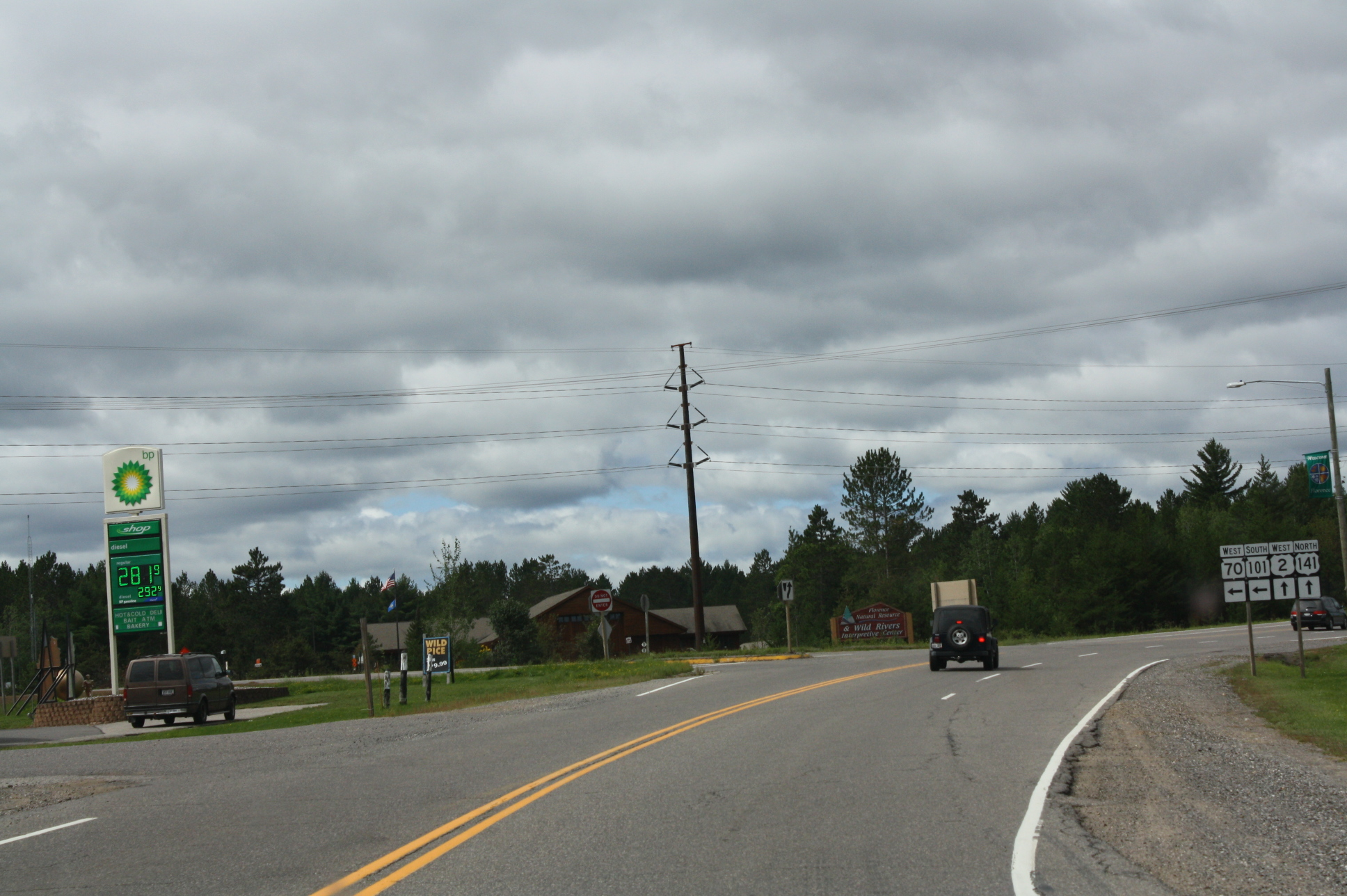
Punctul terminus al WIS 70 / WIS 101